# Zaprionus multivittiger
Zaprionus multivittiger är en tvåvingeart som beskrevs av Chassagnard 1996. Zaprionus multivittiger ingår i släktet Zaprionus och familjen daggflugor.
Artens utbredningsområde är Kenya. Inga underarter finns listade i Catalogue of Life.